# Eucharia lugens
Eucharia lugens là một loài bướm đêm thuộc phân họ Arctiinae, họ Erebidae.